# Praia Azeda
De águas tranquilas e cristalinas, abrigada, boa para o mergulho. O seu acesso é feito a pé, a partir da Praia dos Ossos. Um casarão no estilo colonial faz desta praia o cartão postal de Búzios. Na sua continuação está a Praia Azedinha. Ambas estão dentro de um APA.

A escadaria que leva à Praia da Azeda está entre os mais belos visuais de Búzios. A Praia é pequena, charmosa e com mar calmo e colorido. A Praia da Azeda está entre as mais procuradas pelos turistas. Como a faixa de areia é muito estreita, ela acaba se tornando uma das mais cheias de Búzios. Se quiser ver a praia um pouco mais tranquila, invista em uma visita de dia de semana. A vizinha Praia da Azedinha, é dividida apenas por uma faixa de pedra, sendo que na Azedinha não há nenhuma construção para esconder o visual da mata.
Praia Azeda vista do mar
A Praia Azeda localiza-se na cidade de Búzios, no estado brasileiro do Rio de Janeiro.